# 村野站

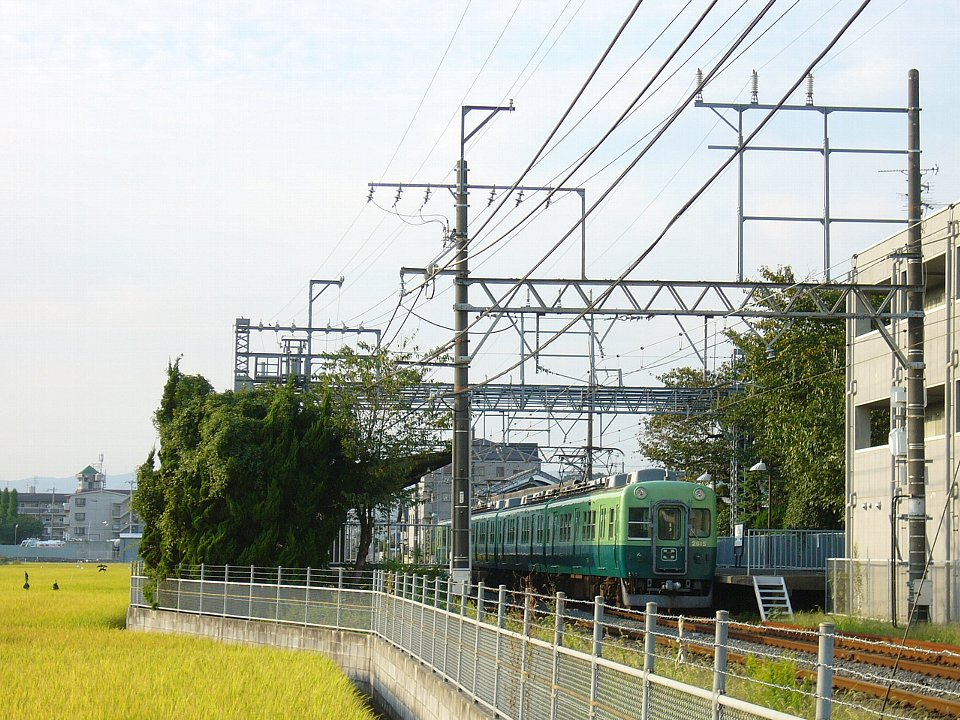
車站南邊

村野站（日语：／ Murano eki */?）是位於大阪府枚方市村野本町，京阪電氣鐵道（京阪）交野線的車站。車站編號為KH63。

## 歷史
- 1929年（昭和4年）7月10日 - 信貴生駒電鉄信貴生駒電鐵（日语：信貴生駒電鉄信貴生駒電鐵）枚方線開通，此站啟用。
- 1939年（昭和14年）5月1日 - 路線轉讓至交野電氣鐵道（日语：交野電気鉄道）。
- 1945年（昭和20年）5月1日 - 公司合併，成為京阪神急行電鐵車站。
- 1949年（昭和24年）12月1日 - 公司分離，成為京阪電氣鐵道車站。
- 1969年（昭和44年）4月5日 - 改善車站大樓設施。站內行人隧道開始使用，站內平交道停用[1]。
- 1971年（昭和46年）6月6日 - 此站至宮之阪之間雙線化。
- 1972年（昭和47年）4月2日 - 此站至交野市之間雙線化。列車交會設備停用。
- 2014年（平成26年）11月17日 - 車站增設升降機。而多用途廁所在2015年2月尾前設置[2]。
- 2015年（平成27年）2月20日 - 多用途廁所開始使用。

## 車站構造
車站是一座地面車站，設有2面2線的相對式月台。車站大樓（檢票口）位於靠近私市方向的月台上。兩月台之間設有行人隧道連接。在私市月台上設有斜道讓輪椅人士使用。
站內設有廁所。曾經站內設有東海大學付屬仰星高等學校的學生專用閘口，現時變成一般閘口（只限出閘）。
另外在平成27年2月下旬，車站無障礙化工程完成。

### 月台
| 月台 | 路線   | 上下行 | 方向                                 |
| ---- | ------ | ------ | ------------------------------------ |
| 1    | 交野線 | 上行   | 枚方市、淀屋橋、中之島線、出町柳方向 |
| 2    | 交野線 | 下行   | 交野市、私市方向                     |

所有上行列車均以枚方市站作為終點站，前往淀屋橋、中之島線方向或出町柳方向的乘客需要在枚方市站轉乘。另外，兩月台均可容納5卡列車。

## 使用狀況
在2019年（令和元年）度指定日調查的一日上下車人次為4,840人。在交野線中，除了枚方市外，為第四少人使用的車站，也是為第四多人使用的車站。
以下為各年度指定日調查的一日上下車、乘車人次列表。
| 年度   | 指定日     | 指定日   | 參考資料    |
| 年度   | 上下車人次 | 乘車人次 | 參考資料    |
| ------ | ---------- | -------- | ----------- |
| 2000年 | 6,482      | 3,329    | [ 統計 1 ]  |
| 2001年 | -          | -        |             |
| 2002年 | 6,287      | 3,217    | [ 統計 2 ]  |
| 2003年 | 6,350      | 3,231    | [ 統計 3 ]  |
| 2004年 | 6,183      | 3,152    | [ 統計 4 ]  |
| 2005年 | 6,208      | 3,180    | [ 統計 5 ]  |
| 2006年 | 6,142      | 3,146    | [ 統計 6 ]  |
| 2007年 | 5,943      | 3,049    | [ 統計 7 ]  |
| 2008年 | 5,980      | 3,060    | [ 統計 8 ]  |
| 2009年 | 6,006      | 3,086    | [ 統計 9 ]  |
| 2010年 | 8,094      | 2,823    | [ 統計 10 ] |
| 2011年 | 5,731      | 2,910    | [ 統計 11 ] |
| 2012年 | 5,664      | 2,885    | [ 統計 12 ] |
| 2013年 | 5,621      | 2,861    | [ 統計 13 ] |
| 2014年 | 5,558      | 2,839    | [ 統計 14 ] |
| 2015年 | 5,819      | 2,949    | [ 統計 15 ] |
| 2016年 | 5,994      | 3,073    | [ 統計 16 ] |
| 2017年 | 5,777      | 2,930    | [ 統計 17 ] |
| 2018年 | 5,827      | 2,949    | [ 統計 18 ] |
| 2019年 | 4,840      | 2,415    | [ 統計 19 ] |

## 車站周邊
車站東邊設有東海大學付屬仰星高校。車站東南方150米處設有便利店。
- 村野團地
- 村野神社
- 村野淨水廠（日语：村野浄水場）（大阪廣域水道企業團（日语：大阪広域水道企業団））(步行21分鐘)
- 大阪府立枚方支援學校（日语：大阪府立枚方支援学校）（村野中學（日语：枚方市立村野中学校）蹟）(向南步行3分鐘)
- 大阪府立村野高等支援學校（日语：大阪府立むらの高等支援学校）（位於枚方支援學校內）(南方步行3分鐘)
- 皇家家庭中心枚方店(步行21分鐘)
- 東海大学附屬大阪仰星高等學校(步行13分鐘)
- 東海大学附屬大阪仰星高等學校中等部(位於東海大学附屬大阪仰星高等學校內)(步行13分鐘)

## 相鄰車站
京阪電氣鐵道
 交野線
■普通
星丘（KH62）－村野（KH63）－郡津（KH64）

## 注腳

### 統計資料
1. ↑  大阪府統計年鑑（平成13年）PDF
2. ↑  大阪府統計年鑑（平成15年）PDF
3. ↑  大阪府統計年鑑（平成16年）PDF
4. ↑  大阪府統計年鑑（平成17年）PDF
5. ↑  大阪府統計年鑑（平成18年）PDF
6. ↑  大阪府統計年鑑（平成19年）PDF
7. ↑  大阪府統計年鑑（平成20年）PDF
8. ↑  大阪府統計年鑑（平成21年）PDF
9. ↑  大阪府統計年鑑（平成22年）PDF
10. ↑  大阪府統計年鑑（平成23年）PDF
11. ↑  大阪府統計年鑑（平成24年）PDF
12. ↑  大阪府統計年鑑（平成25年）PDF
13. ↑  大阪府統計年鑑（平成26年）PDF
14. ↑  大阪府統計年鑑（平成27年）PDF
15. ↑  大阪府統計年鑑（平成28年）PDF
16. ↑  大阪府統計年鑑（平成29年）PDF
17. ↑  大阪府統計年鑑（平成30年）PDF
18. ↑  大阪府統計年鑑（令和元年）PDF
19. ↑  大阪府統計年鑑（令和2年）PDF

## 外部連結
- 村野 - 京阪電氣鐵道